# 데이 준소쿠

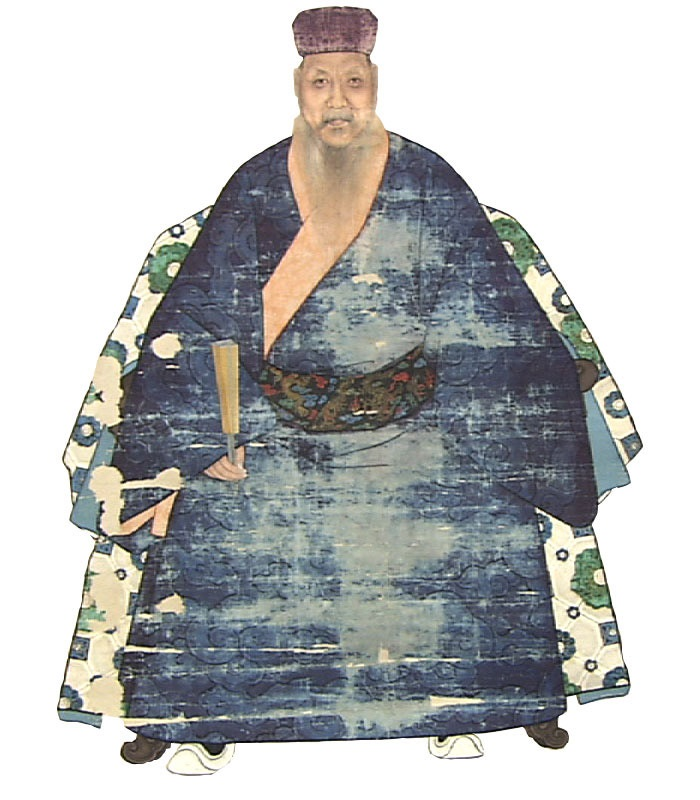
데이 준소쿠

데이 준소쿠(일본어: 程順則, 1663년 ~ 1734년)는 류큐왕국의 문신이다. 서적을 편찬하는 등 류큐국의 문화를 발전시키는 일에 진력하였다.